# エドワード・デイヴィス (第3代マウント・ケッシェル子爵)
第3代マウント・ケッシェル子爵エドワード・デイヴィス（英語: Edward Davys, 3rd Viscount Mount Cashell、1711年 – 1736年7月30日）は、アイルランド貴族。

## 生涯
初代マウント・ケッシェル子爵ポール・デイヴィスとキャサリン・マッカーティー（Catherine MacCarty、1738年4月19日埋葬、第3代クランカーティー伯爵キャラハン・マッカーティーの娘）の息子として、1711年に生まれた。1719年3月10日に兄ジェームズが死去すると、マウント・ケッシェル子爵の爵位を継承した。
ダブリン大学トリニティ・カレッジで教育を受け、1730年にB.A.の学位を修得した。
1736年7月30日に死去、8月1日に埋葬された。生涯未婚であり、後継者がおらず爵位は全て断絶した。